# ЈРЈ Мој издавач
ЈРЈ Мој издавач је издавачка кућа из Београда, Србије, основана 1984. године са циљем да обогати дечији свет књиге и пружи издања која красе библиотеке многих домова. Током дугогодишње сарадње ЈРЈ је постао познат не само по великом броју дечијих издања, већ и по школским приручницима за учење језика, граматикама и речницима.

## Награде и признања (избор)
Њени сарадници су носиоци бројних награда и признања од којих се издваја Награда „Светосавски печат“ за највреднију укупну издавачку продукцију.  

## Библиотеке
Библиотека „5+“
Једна од најпопуларнијих едиција намењена школама је програм лектира из библиотеке 5+.